# Diminići
Diminići (en italien : Diminici ou Villa Diminici) est une localité de Croatie située en Istrie, dans la municipalité de Raša, dans le comitat d'Istrie.